# Зусманович, Александр Захарович
Алекса́ндр Заха́рович Зусмано́вич (23 августа 1902, колония Хортица, Екатеринославская губерния, Российская империя — 12 июля 1965, Москва, СССР) — советский историк, один из основоположников советской африканистики. Доктор исторических наук.

## Биография
Родился в колонии Хортица Александровского уезда Екатеринославской губернии в семье мещанина, ремесленника-кустаря Захара Зусмановича. После смерти отца в 1903 году воспитывался матерью Розалией-Рахилью Соломоновной Зусманович. Окончил в 1917 году 5 классов реального училища в Запорожье. В декабре 1917 года ушел добровольцем в Рабоче-крестьянскую Красную армию. В 1918—1922 гг. — красногвардеец, политбоец, политрук роты, комиссар полка, помощник комиссара полка отдельного кавалерийского дивизиона. Вступил в РКП(б) в 1919 году.
После демобилизации из РККА с октября 1922 по сентябрь 1923 занимал должность председателя Заливнянского волостного комитета бедноты Гуляйпольского уезда; в сентябре 1923 — мае 1925 — учился в губсовпартшколе в Днепропетровске, после окончания которой работал инструктором Губкома КП(б)У в Днепропетровске в отделе по работе среди национальных меньшинств; декабрь 1925 — июнь 1926 — инструктор Запорожского оргкомитета КП(б)У, затем избран секретарем окружного ЛКСМУ, где работал до февраля 1927 года.
Работая секретарем окружного ЛКСМУ в Запорожье, Зусманович был избран в ЦК Комсомола Украины, а с февраля 1927 года стал представителем ЦК ЛКСМУ в Исполнительном комитете коммунистического интернационала молодежи (ИККИМ) в Москве, где работал до октября 1928 года.
В октябре 1928 года срок пребывания Зусмановича в ИККИМе закончился и он переехал на работу в Узбекистан, где уже к июню 1929 года работал заместителем заведующего агитпропотделом Ташкентского окружкома КП(б)У.
После работы в Ташкенте — в Профинтерне, где занимал должности заместителя заведующего организационным отделом, а затем заместителя председателя международного профкомитета (с весны 1930); в это же время учился в Институте красной профессуры.
В период своей работы в Профинтерне Зусманович одновременно был преподавателем в Коммунистическом университете народов Востока (КУТВ) и Международной Ленинской школы, а также работал в африканской секции КУТВ.
Именно на этот период приходится самая плодотворная научная деятельность Зусмановича. Всего за несколько лет выходят его работы: «Принудительный труд и профдвижение в негритянской Африке» (совм. с И. Потехиным и Т. Джексоном), 1933; «Антиимпериалистическое движение и борьба за единый фронт в Южной Африке», 1935; «Абиссиния» (совм. c Александровым Б. А.), 1936 и ряд других. В 1934 году Зусманович руководил первой в истории СССР конференцией африканистов под названием конференция «Совещание по африканским языкам».
В январе 1933 года перешел на работу в Коминтерн. В 1936 году Зусманович был публично обвинен в «потери бдительности» и уволен со всех постов в системе Коминтерна. Увольнение было связано с привлечением Зусмановичем к чтению лекций в КУТВ африканца Сакса, троцкиста, приехавшего в СССР для работы на стройке.
После увольнения Зусманович работал помощником директора цементного завода «Мостерразит», с апреля 1937 по декабрь 1939 гг. — директором современного театра Управления по делам искусств в Москве. Вызывался в 1937 году на допросы по делу руководства Южно-Африканской коммунистической партии.
С февраля 1940 года и до начала Великой Отечественной войны работал преподавателем курса международных отношений Военно-политической Академии им. Ленина. В годы войны служил в армии на должностях старшего инспектора, начальника 7-го отдела политуправлений Калининского фронта, Черноморской группы войск Закавказского фронта, Степного фронта. В январе 1945 года стал заместителем военного коменданта г. Будапешта.
В феврале 1946 года поступил в докторантуру в Институт мирового хозяйства и мировой политики в Москве. Работал над докторской диссертацией на тему: «Крах германских планов на Балканах и их военно-политические последствия». Под предлогом борьбы с космополитизмом в августе 1947 года был отчислен из института.
Не имея другого выхода, принял предложение переехать во Львов, где до дня ареста работал во Львовском государственном университете им. И. Франко. Сначала как доцент кафедры политэкономии читал курс политики и экономики капиталистических государств, впоследствии стал заведующим кафедрой международного права и продолжал преподавательскую деятельность.

### Арест
Александр Зусманович был арестован 12 марта 1949 года во Львове. Решением Особого Совещания при МГБ СССР от 15 октября 1949 года Зусмановича признали виновным в совершении преступлений по ст.ст. 54-1 «б» (измена Родине военнослужащим), 54-10 ч. II (антисоветская агитация и пропаганда), 54-11 (участие в организациях, ведущих подготовку, или совершивших контрреволюционные преступления) Уголовного кодекса УССР и приговорили к отбыванию наказания в советских концлагерях сроком на 25 лет.
Постановлением военной коллегии Верховного Суда СССР от 9 мая 1956 года два решения Особой Совещания по отношению Зусмановича были отменены, а само дело в уголовном порядке было закрыто за отсутствием состава преступления. В ГУЛАГе сидел вместе с философом Василием Сеземаном и буддийским духовным наставником Бидией Дандароном.
По возвращении в Москву Зусманович продолжил работать над проблемами истории Африки. С 1956 года и до дня смерти он работал в Институте Африки Академии наук СССР. В это время вышли его книги и труды: «Империалистический раздел Африки», 1959; «Раздел Африки капиталистическими державами», 1960; «Империалистический раздел бассейна Конго. 1876—1894 гг.», 1962. Через год после последней работы он так же защитил докторскую диссертацию на основе упомянутой монографии.
Умер в 1965 году. Похоронен в Москве на Новодевичьем кладбище.

## Научная деятельность
Большинство научных публикаций посвящены новой и новейшей истории стран Африки. Крупнейший советский исследователь рабочего и антиколониального движения Южной Африки.
В своих работах уделял основное внимание осмыслению роли африканского континента в экономическом развитии европейских метрополий, подробно анализировал слияние пробританской Южноафриканской партии и бурской Национальной партии в Южно-Африканском Союзе, причины которого им виделись в стремлении упрочить свою роль и влияние по отношению к южноафриканцам. Говоря о бесправном положении южноафриканцев, Зусманович писал о несправедливой паспортной системе, политике искусственного сохранения традиционных племенных институтов, которые являлись совершенно лишними в условиях капиталистически ориентированного колониального общества.
В своем фундаментальном труде «Империалистический раздел бассейна Конго», вышедшем незадолго до смерти, Александр Зусманович назвал Конго «тюрьмой для народов», а нанесение на карту искусственных границ — кровавым, насильственным вмешательством в нормальный исторический процесс формирования и развития народов Центральной Африки.

## Основные работы
- Интернациональная связь. — М.; Л.: Мол. гвардия, 1928. — 54 с.
- Дружины пролетарской самообороны. — М.: Профизд-во, 1931. — 32 с.
- Зусманович А. З., Потехин И. И., Джексон Т. Принудительный труд и профдвижение в негритянской Африке / Акад. наук СССР. Ин-т востоковедения. — М.: Профизд-во, 1933. — 180 с.
- Зусманович А. З., Александров Б. А. Абиссиния. — М.: Мол. гвардия, 1936. — 154 с.
- Зусманович А.З., Кирсанов А. Международные отношения и внешняя политика СССР 1918-1940 гг.. — М., 1941. — 311 с.
- Зусманович А.З., Кирсанов А. Империалистический раздел Африки: (Попул. очерки) / Акад. наук СССР. Ин-т востоковедения. — М.: Изд-во вост. лит., 1959. — 147 с.
- Империалистический раздел Африки: (Попул. очерки) / Акад. наук СССР. Ин-т востоковедения. — М.: Изд-во вост. лит], 1959. — 147 с.
- Зусманович А.З., Кирсанов А. Империалистический раздел бассейна Конго. (1876-1894 гг.) / Акад. наук СССР. Ин-т востоковедения. — М.: Изд-во вост. лит., 1962. — 356 с.